# Суматранський тигр
Суматранський тигр (Panthera tigris sumatrae) — підвид тигра, знайденого на Індонезійському острові Суматра. Дику популяцію оцінено між 500 і 600 тварин, в основному зустрічаються в національних парках острова. Недавнє генетичне дослідження виявило присутність унікальних генетичних маркерів, що роблять суматранського тигра найунікальнішим підвидом тигра.

## Характеристики
Суматранський тигр — найменший з усіх тигрів. Самець має довжину 234 см без хвоста і важить близько 136 кг. Середня величина самок 198 см в довжині і вага близько 91 кг. Його смуги вужчі, ніж у інших підвидів тигра. Його менші розміри (ніж у інших тигрів) дають змогу легше рухатися через густі дощові ліси. Його особлива будова пальців на ногах робить його гарним плавцем.

## Живлення
Суматранський тигр рідко нападає із засідки: зазвичай він намагається винюхати здобич, потім крадеться до неї і нарешті вистрибує з кущів (або з іншого укриття) і кидається в гонитву. Саме тому суматранські тигри невеликого розміру і мають могутні лапи. Це дуже зручно для тривалої гонитви. Зазвичай здобич для суматранських тигрів, копитні тварини, наприклад кабан, тапір чи олень, іноді також маленькі тварини, наприклад різні птахи і риби. Орангутани також могли бути здобиччю, але так як вони витрачають мінімальну кількість часу на землю, тигри рідко їх ловлять.

## Розмноження
Деякі тигри не залишаються з тигрицями після пологів, але суматранські тигри поводяться по іншому. Зазвичай майбутні батьки залишаються з «дружинами» протягом вагітності і поки тигренята не стануть підлітками. Тільки тоді дбайливий батько йде з сім'ї і більше не показується біля тигриці поки вона не буде готова до спаровування.
Тигренята йдуть з території батька (тигр забирає тигренят тільки, коли вони селяться на його території). Вони починають самостійне життя, причому молодим самкам набагато легше, ніж представникам чоловічої статі. Молоді самці йдуть на непримітні, незайняті землі або відвойовують їх у інших тигрів. Іноді вони досить довго живуть непоміченими на чужій території, а коли дорослішають, відвойовують її. Бувають навіть випадки, коли молоді самці забирають територію у своїх батьків. Ну а коли місце нарешті знайдене тигри мітять його своєю сечею. Через рік або декілька місяців тигри готові до спаровування і привертають молодих самок. Вони кличуть їх запахом здобичі, позивним ревом і вечірніми іграми. Так починає життя нове покоління. Вже через 5-6 місяців з'являються тигренята і все починається спочатку.
Іноді самцям доводиться битися за самок. Вони не б'ються довго, але ці поєдинки вражають: тигри ревуть на всю округу, їх шерсть встає дибки, очі виблискують, самці б'ють один одного передніми лапами стоячи на задніх і здійснюють разючі стрибки. Так проходить сезон битв і приходить сезон відомих вам спаровувань. От і всі нюанси початку життя нового покоління суматранських тигрів.

## Розповсюдження і загроза зникнення
Суматранський тигр живе тільки на Суматрі, великому острові в західній Індонезії. Він живе по всій Суматрі, від низько порослих лісів до гірського лісу і населяє багато незахищених областей. Тільки 400 живуть в національних парках, близько 110 тигрів живе в Gunung Leuser National Park. Інші 100 живуть в незахищених областях, які скоро будуть втрачені. Але кількість цих тигрів зменшується, не дивлячись на великі зусилля захистити їх, багато тигрів вбивають браконьєри кожен рік (в період з 1998 по 2000 рік 66 тигрів (або 20 % популяції)). А втрата житла підсилює зникнення цього виду.

## Генетика і Еволюція
Аналіз ДНК узгоджений з гіпотезою, що суматранський тигр був ізольований після підвищення в рівні моря з Pleistocene до межі Holocene близько 12000-6000 років тому від інших населень тигра. Нещодавні генетичні дослідження показали наявність в генотипі підвиду унікальних генетичних маркерів; це є ознакою того, що на базі даного підвиду з часом може розвинутись окремий вид котячих (якщо підвид не буде знищено). На основі цього багато науковців вважають, що суматранський тигр вартий збереження більше, ніж будь-який з інших підвидів.

## Охорона
Цей вид знаходився на межі зникнення і занесений в Червону Книгу. Мешкаючи тільки на острові Суматра тигри не мають можливості розмножуватися в інших регіонах. Зараз їх залишилося 500—600 особин.

## Заповідник
У 2007, Indonesian Forestry Ministry і Safari Park встановили кооперацію з Australia Zoo для заповідника суматранських тигрів і інших зникаючих різновидів. Угоду кооперації відзначив найм на роботу Letter of Intent «Sumatran tiger and other Endangered Species Conservation Program and the Establishment of a Sister Zo Relationship between Taman Safari and Australia Zoo» в офісі Міністерства Індонезійського Лісоводства 31 липня, 2007. Програма включає збереження суматранських тигрів і інших підданих небезпеці різновидів в пустелі, зусилля скоротити конфлікти між тиграми і людьми, і розповсюджити суматранських тигрів на більших територіях.

## Різне
3 лютого 2007 року вагітна самка суматранського тигра була впіймана місцевими жителями біля селища Рокан Хілір в провінції Ріау; адміністрацією з питань охорони природи було прийняте рішення про її перевезення до сафарі-парку Богор на острові Ява.